# Громовая Птица
Громовая Птица (англ. Thunderbird) — мифическая птица в мифологии североамериканских индейцев, обладающая сверхъестественной мощью. Чаще всего изображается и почитается индейцами тихоокеанского побережья, однако также встречается в различных формах на американском юго-западе и Великих равнинах. Также громовые птицы почитались в древнем культе юго-восточного церемониального комплекса.
Название «Громовая птица» происходит от верования, что гигантские крылья этой птицы поднимают ветер и вызывают гром. На языке лакота птица называется Wakį́yą — от слов kįyą́ («крылатый») и wakhą́ («священный»). На языке нутка птица называется Kw-Uhnx-Wa, а на языке оджибве — animikii или binesi (последнее слово относится только к крупным громовым птицам).

## У алгонкинов

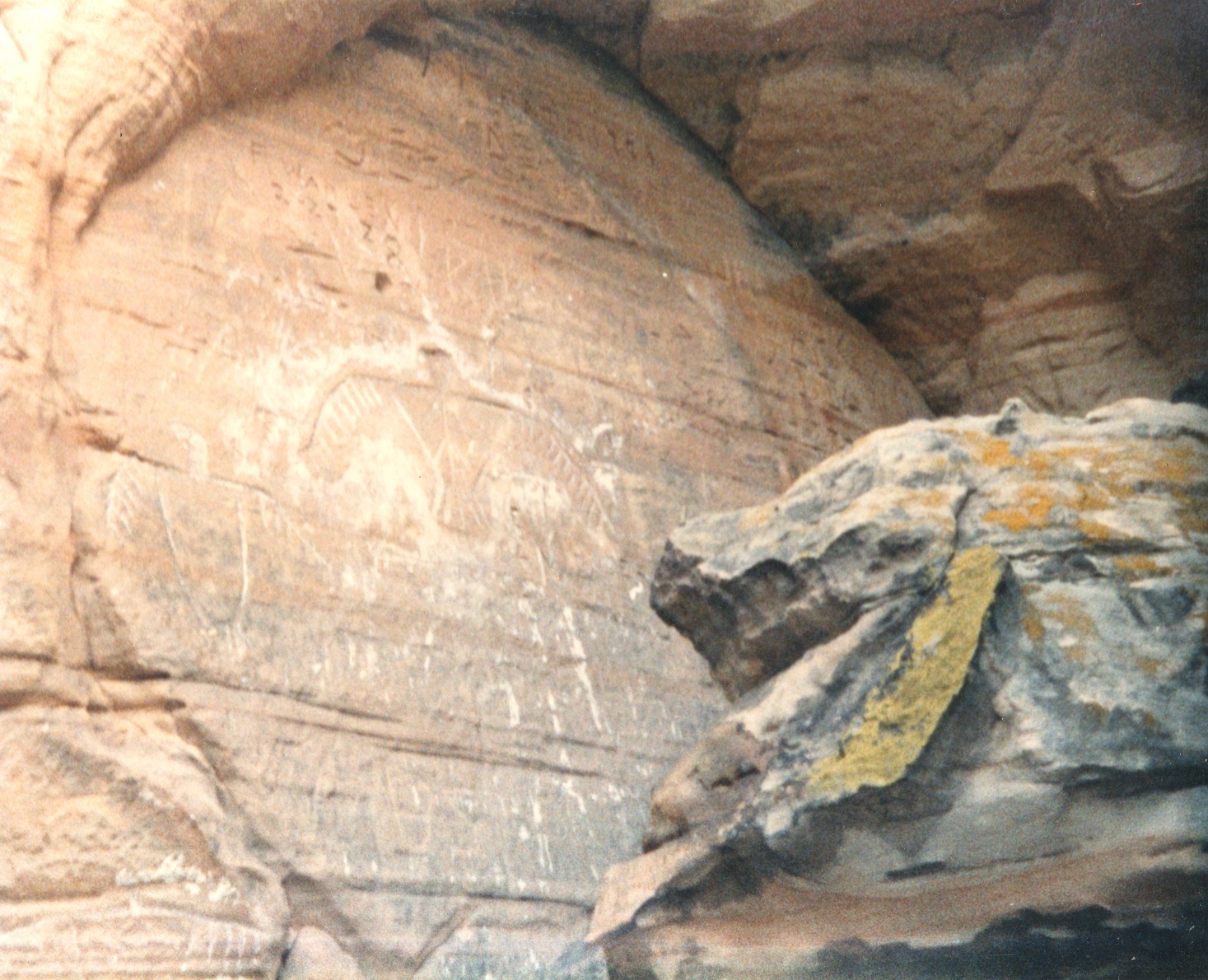
Доисторический петроглиф на стене из песчаника, изображающий Громовую птицу; штат Висконсин

Миф о громовой птице распространён среди алгонкинских народов в Восточной Канаде и северо-востоке США, а также на территориях ирокезов, окружающих Великие озера. В мифологии алгонкинов громовая птица управляет верхним миром, в то время как в загробном мире властвует подводная пантера или рогатый змей. Громовая птица взмахами крыльев способна издать гром, а также вызвать молнии, которые она мечет во врагов из подземного мира. Громовые птицы в культуре алгонкинов изображаются с распростёртыми крыльями и головой, обращённой вперёд, представляя, таким образом, Х-образный вид.

### Оджибве
Версия мифа оджибве гласит, что Громовые птицы были созданы божеством Нанабожо для борьбы с подводными духами. Они также могли наказывать людей, нарушавших моральные правила. Громовые птицы прилетали вместе с другими птицами весной, при этом они могли прибыть с любой из сторон света. Осенью они мигрировали на юг после окончания самого опасного для подводных духов сезона.

### Меномини
В сказаниях племён меномини из Северного Висконсина рассказывается о большой горе, которая плывёт в западном небе, на ней и обитают громовые птицы. Они управляют дождём и градом. Сдерживают больших рогатых змеев и не дают им захватить землю и истребить человечество. Являются посланниками самого Великого Солнца.

## Научное объяснение
Американский историк науки и фольклорист Адриенна Майор, а также британский историк Том Холланд предположили, что поверья индейцев о громовых птицах могли быть основаны на обнаруженных ими ископаемых останках птерозавров. Несмотря на вариации, общие элементы внешнего вида птиц в разных племенных группах на континенте отличаются от предполагаемого строения доисторических летающих рептилий, и больше напоминают хищных птиц, таких как орёл. Наличие оперения, а также совершенно другая форма головы, возможно, за исключением некоторых изображений Тихоокеанского Северо-Запада, также говорят против этой теории.